# Szövőhangya

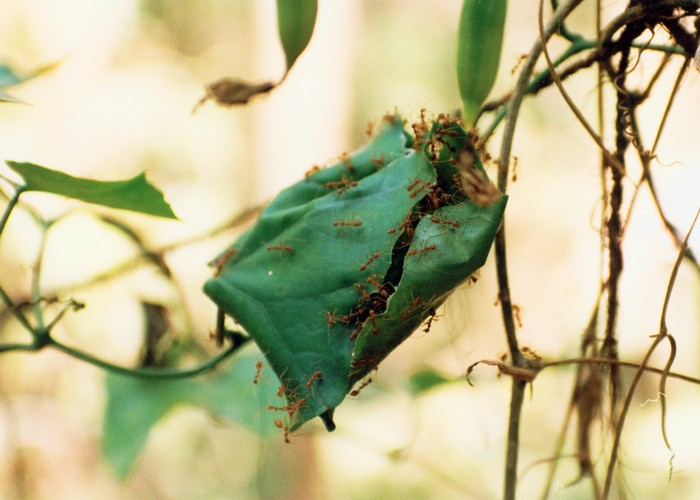
Szövőhangyák

A szövőhangya (Oecophylla) a vöröshangyaformák (Formicinae) alcsaládjában a szövőhangya-rokonúak (Oecophyllini) nemzetségének egyetlen neme két recens és 16 kihalt fajjal.

## Származása, elterjedése
Az afrikai szövőhangya (Oecophylla longinoda) az ázsiai szövőhangya (Oecophylla smaragdina) Elő-Indiától Új-Guineáig, hasonló környezetben (Brehm).

### Kihalt fajok
- †Oecophylla atavina — Cockerell 1915
- †Oecophylla perdita — Cockerell 1915.
- †Oecophylla bartoniana — Cockerell 1920
- †Oecophylla brischkei — Mayr 1868
- †Oecophylla crassinoda — Wheeler 1922
- †Oecophylla eckfeldiana — Dlussky et al. 2008
- †Oecophylla grandimandibula — Riou 1999
- †Oecophylla leakeyi — Wilson and Taylor 1964
- †Oecophylla longiceps — Dlussky et al. 2008
- †Oecophylla macropetra — Dlussky 1981
- †Oecophylla megarche — Cockerell 1915
- †Oecophylla obesa — Heer 1849
- †Oecophylla praeclara — Förster 1891
- †Oecophylla sicula — Emery 1891
- †Oecophylla superba — Theobald 1937
- †Oecophylla taurica — Perfilieva et al. 2017

## Megjelenése, felépítése
Karcsú teste smaragdzöld, a lába hosszú.

## Életmódja, élőhelye
Mindkét faj a trópusi esőerdők lakója; élőhelyén a leggyakoribb hangyafajok közé számít (Brehm).
Ragadozó; főleg rovarokat zsákmányol. Zsákmányát (főleg megölt vagy elhullott rovarokat) előemésztés nélkül, egészben cipeli függőfészkébe.
Fészkeit a fák lombkoronájába építi úgy, hogy az élő leveleket a dolgozók egymáshoz húzzák, a major dolgozók pedig úgy lóbálják az eszközként használt lárvákat, hogy az azok potrohából kibocsátott selyemszálakkal sikerüljön a leveleket egymáshoz rögzíteni. A fészkek összeszövését aprólékos munkával először Franz Theodor Doflein (1873-1924) német zoológus figyelte meg.
Indiában júniusban rajzik, és az első fészket a megtermékenyített nőstény szövi össze élő levelekből. A nagyobb kolóniák kis mellékfészkeket készítenek a népfölöslegnek, mígnem a kolónia gyarapodtán egész sor fészek függ egymás mellett. A dolgozók a fészek legkisebb észlelt sérülésére előözönlenek, hogy megjavítsák azt. Ilyenkor egyesek összehúzzák a szakadás széleit, más dolgozók pedig a szájukban tartott lárvákat lengetve befoltozzák a hiányt (Brehm).